# Kanoistika na Letních olympijských hrách 1992
Závody v kanoistice se na Letních olympijských hrách 1992 v Barceloně uskutečnily ve dnech 1. a 2. srpna 1992 v areálu Parc Olímpic del Segre (vodní slalom) a 3.–8. srpna 1992 v areálu Canal Olímpic de Catalunya (rychlostní kanoistika). Celkem 440 závodníků startovalo v 16 disciplínách (12 pro muže, 4 pro ženy).
V Barceloně měl obnovenou olympijskou premiéru vodní slalom, který byl předtím na program letních olympijských her poprvé a naposledy zařazen v Mnichově 1972.

## Medailové pořadí zemí
| Pořadí | Země                         | Zlato | Stříbro | Bronz | Celkově |
| ------ | ---------------------------- | ----- | ------- | ----- | ------- |
| 1.     | Německo (GER)                | 7     | 2       | 2     | 11      |
| 2.     | Bulharsko (BUL)              | 2     | 0       | 1     | 3       |
| 3.     | Maďarsko (HUN)               | 1     | 3       | 2     | 6       |
| 4.     | Austrálie (AUS)              | 1     | 1       | 1     | 3       |
| 5.     | Československo (TCH)         | 1     | 1       | 0     | 2       |
| 5.     | Sjednocený tým (EUN)         | 1     | 1       | 0     | 2       |
| 7.     | Spojené státy americké (USA) | 1     | 0       | 2     | 3       |
| 8.     | Itálie (ITA)                 | 1     | 0       | 1     | 2       |
| 9.     | Finsko (FIN)                 | 1     | 0       | 0     | 1       |
| 10.    | Švédsko (SWE)                | 0     | 2       | 1     | 3       |
| 11.    | Francie (FRA)                | 0     | 1       | 3     | 4       |
| 12.    | Polsko (POL)                 | 0     | 1       | 2     | 3       |
| 13.    | Norsko (NOR)                 | 0     | 1       | 1     | 2       |
| 14.    | Dánsko (DEN)                 | 0     | 1       | 0     | 1       |
| 14.    | Lotyšsko (LAT)               | 0     | 1       | 0     | 1       |
| 14.    | Velká Británie (GBR)         | 0     | 1       | 0     | 1       |
| Celkem | Celkem                       | 16    | 16      | 16    | 48      |

## Medailisté

### Vodní slalom

#### Muži
| Kategorie | Zlato                                                         | Výkon  | Stříbro                                            | Výkon  | Bronz                                           | Výkon  |
| --------- | ------------------------------------------------------------- | ------ | -------------------------------------------------- | ------ | ----------------------------------------------- | ------ |
| C1        | Lukáš Pollert · Československo (TCH)                          | 113,69 | Gareth Marriott · Velká Británie (GBR)             | 116,48 | Jacky Avril · Francie (FRA)                     | 117,18 |
| C2        | Spojené státy americké (USA) · Scott Strausbaugh · Joe Jacobi | 122,41 | Československo (TCH) · Miroslav Šimek · Jiří Rohan | 124,25 | Francie (FRA) · Frank Adisson · Wilfrid Forgues | 124,38 |
| K1        | Pierpaolo Ferrazzi · Itálie (ITA)                             | 106,89 | Sylvain Curinier · Francie (FRA)                   | 107,06 | Jochen Lettmann · Německo (GER)                 | 108,52 |

#### Ženy
| Kategorie | Zlato                                 | Výkon  | Stříbro                                | Výkon  | Bronz                                          | Výkon  |
| --------- | ------------------------------------- | ------ | -------------------------------------- | ------ | ---------------------------------------------- | ------ |
| K1        | Elisabeth Michelerová · Německo (GER) | 126,41 | Danielle Woodwardová · Austrálie (AUS) | 128,27 | Dana Chladeková · Spojené státy americké (USA) | 131,75 |

### Rychlostní kanoistika

#### Muži
| Kategorie | Zlato                                                                            | Výkon   | Stříbro                                                                       | Výkon   | Bronz                                                                         | Výkon   |
| --------- | -------------------------------------------------------------------------------- | ------- | ----------------------------------------------------------------------------- | ------- | ----------------------------------------------------------------------------- | ------- |
| C1 500 m  | Nikolaj Buchalov · Bulharsko (BUL)                                               | 1:51,15 | Michał Śliwiński · Sjednocený tým (EUN)                                       | 1:51,40 | Olaf Heukrodt · Německo (GER)                                                 | 1:53,00 |
| C1 1000 m | Nikolaj Buchalov · Bulharsko (BUL)                                               | 4:05,92 | Ivans Klementjevs · Lotyšsko (LAT)                                            | 4:06,60 | György Zala · Maďarsko (HUN)                                                  | 4:07,35 |
| C2 500 m  | Sjednocený tým (EUN) · Dmitrij Dovgaljonok · Alexandr Masejkov                   | 1:41,54 | Německo (GER) · Ulrich Papke · Ingo Spelly                                    | 1:41,68 | Bulharsko (BUL) · Martin Marinov · Blagovest Stojanov                         | 1:41,94 |
| C2 1000 m | Německo (GER) · Ulrich Papke · Ingo Spelly                                       | 3:37,42 | Dánsko (DEN) · Christian Frederiksen · Arne Nielsson                          | 3:39,26 | Francie (FRA) · Didier Hoyer · Olivier Boivin                                 | 3:39,51 |
| K1 500 m  | Mikko Kolehmainen · Finsko (FIN)                                                 | 1:40,34 | Zsolt Gyulay · Maďarsko (HUN)                                                 | 1:40,64 | Knut Holmann · Norsko (NOR)                                                   | 1:40,71 |
| K1 1000 m | Clint Robinson · Austrálie (AUS)                                                 | 3:37,26 | Knut Holmann · Norsko (NOR)                                                   | 3:37,50 | Greg Barton · Spojené státy americké (USA)                                    | 3:37,93 |
| K2 500 m  | Německo (GER) · Kay Bluhm · Torsten Gutsche                                      | 1:28,27 | Polsko (POL) · Maciej Freimut · Wojciech Kurpiewski                           | 1:29,84 | Itálie (ITA) · Bruno Dreossi · Antonio Rossi                                  | 1:30,00 |
| K2 1000 m | Německo (GER) · Kay Bluhm · Torsten Gutsche                                      | 3:16,10 | Švédsko (SWE) · Kalle Sundqvist · Gunnar Olsson                               | 3:17,70 | Polsko (POL) · Grzegorz Kotowicz · Dariusz Białkowski                         | 3:18,86 |
| K4 1000 m | Německo (GER) · Mario von Appen · Oliver Kegel · Thomas Reineck · André Wohllebe | 2:54,18 | Maďarsko (HUN) · Ferenc Csipes · Zsolt Gyulay · Attila Ábrahám · László Fidel | 2:54,82 | Austrálie (AUS) · Ramon Andersson · Kelvin Graham · Ian Rowling · Steven Wood | 2:56,97 |

#### Ženy
| Kategorie | Zlato                                                                                 | Výkon   | Stříbro                                                                                        | Výkon   | Bronz                                                                                           | Výkon   |
| --------- | ------------------------------------------------------------------------------------- | ------- | ---------------------------------------------------------------------------------------------- | ------- | ----------------------------------------------------------------------------------------------- | ------- |
| K1 500 m  | Birgit Schmidtová · Německo (GER)                                                     | 1:51,60 | Rita Kőbánová · Maďarsko (HUN)                                                                 | 1:51,96 | Izabela Dylewská · Polsko (POL)                                                                 | 1:52,36 |
| K2 500 m  | Německo (GER) · Ramona Portwichová · Anke von Secková                                 | 1:40,29 | Švédsko (SWE) · Agneta Anderssonová · Susanne Gunnarssonová                                    | 1:40,41 | Maďarsko (HUN) · Rita Kőbánová · Éva Dónuszová                                                  | 1:40,81 |
| K4 500 m  | Maďarsko (HUN) · Rita Kőbánová · Éva Dónuszová · Erika Mészárosová · Kinga Czigányová | 1:38,32 | Německo (GER) · Katrin Borchertová · Ramona Portwichová · Birgit Schmidtová · Anke von Secková | 1:38,47 | Švédsko (SWE) · Anna Olssonová · Agneta Anderssonová · Maria Haglundová · Susanne Rosenqvistová | 1:39,79 |

## Program
| R | Rozjížďky | O | Opravy | ½ | Semifinále | F | Finále |

| Závod ↓/Datum → | So 1. 8. | Ne 2. 8. |
| --------------- | -------- | -------- |
| C1 muži         | F        |          |
| C2 muži         |          | F        |
| K1 muži         |          | F        |
| K1 ženy         | F        |          |

| Závod ↓/Datum → | Po 3. 8. | Po 3. 8. | Út 4. 8. | Út 4. 8. | St 5. 8. | Čt 6. 8. | Pá 7. 8. | So 8. 8. |
| --------------- | -------- | -------- | -------- | -------- | -------- | -------- | -------- | -------- |
| C1 500 m muži   | R        | O        |          |          | ½        |          | F        |          |
| C1 1000 m muži  |          |          | R        | O        |          | ½        |          | F        |
| C2 500 m muži   | R        | R        |          |          | ½        |          | F        |          |
| C2 1000 m muži  |          |          | R        | R        |          | ½        |          | F        |
| K1 500 m muži   | R        | O        |          |          | ½        |          | F        |          |
| K1 1000 m muži  |          |          | R        | O        |          | ½        |          | F        |
| K2 500 m muži   | R        | O        |          |          | ½        |          | F        |          |
| K2 1000 m muži  |          |          | R        | O        |          | ½        |          | F        |
| K4 1000 m muži  |          |          | R        | R        |          | ½        |          | F        |
| K1 500 m ženy   | R        | R        |          |          | ½        |          | F        |          |
| K2 500 m ženy   | R        | R        |          |          | ½        |          | F        |          |
| K4 500 m ženy   |          |          | R        | R        |          | ½        |          | F        |

## Československá výprava
Československou výpravu tvořilo 20 mužů a 7 žen:
Vodní slalom
- Zdenka Grossmannová – K1 (7. místo)
- Luboš Hilgert – K1 (23. místo)
- Štěpánka Hilgertová – K1 (12. místo)
- Juraj Ontko – C1 (8. místo)
- Jan Petříček – C2 (7. místo)
- Tomáš Petříček – C2 (7. místo)
- Lukáš Pollert – C1 (zlato)
- Jakub Prüher – C1 (29. místo)
- Pavel Přindiš – K1 (24. místo)
- Jiří Rohan – C2 (stříbro)
- Marcela Sadilová – K1 (20. místo)
- Miroslav Šimek – C2 (stříbro)
- Pavel Štercl – C2 (6. místo)
- Petr Štercl – C2 (6. místo)

Rychlostní kanoistika
- Jan Bartůněk – C1 1000 m (8. místo), C2 500 m (8. místo)
- Róbert Erban – K1 1000 m (semifinále), K2 500 m (semifinále), K4 1000 m (4. místo)
- Waldemar Fibigr – C2 500 m (8. místo)
- Vladimíra Havelková – K4 500 m (semifinále)
- Petr Hruška – K2 1000 m (7. místo)
- Jitka Janáčková – K2 500 m (semifinále), K4 500 m (semifinále)
- Pavlína Jobánková – K2 500 m (semifinále), K4 500 m (semifinále)
- Juraj Kadnár – K2 500 m (semifinále), K4 1000 m (4. místo)
- Slavomír Kňazovický – C1 500 m (4. místo)
- René Kučera – K2 1000 m (7. místo)
- Attila Szabó – K1 500 m (semifinále), K4 1000 m (4. místo)
- Jozef Turza – K4 1000 m (4. místo)
- Ivana Vokurková – K4 500 m (semifinále)